# Havre Boucher
Havre Boucher è un villaggio del Canada, situato nella provincia di Nuova Scozia.